# Hogstorp
Hogstorp is een plaats in de gemeente Uddevalla in het landschap Bohuslän en de provincie Västra Götalands län in Zweden. De plaats heeft 369 inwoners (2005) en een oppervlakte van 39 hectare.

## Verkeer en vervoer
Bij de plaats loopt de Europese weg 6.
De plaats heeft een station aan de spoorlijn Göteborg - Skee.